# تخریب عصبی با تجمع آهن در مغز
تخریب عصبی با تجمع آهن در مغز (انگلیسی: Neurodegeneration with brain iron accumulation) یا به اختصار «NBIA» گروه ناهمگونی از اختلالات عصبی است که پژوهش‌ها دربارهٔ آنان ادامه دارد و در آنها، آهن در عقده‌های قاعده‌ای مغز رسوب می‌کند و موجب دیستونی پیشرونده و/یا علائم شبه پارکینسون و/یا سفتی عضلانی (اسپاسیته) و/یا تحلیل‌رفتن عصب چشم‌ها و/یا اضمحلال شبکیه و/یا اختلالات روان‌پزشکی مختلف و/یا اختلالات گوناگون عصبی می‌شود. برخی از این بیماری‌ها با چندین ژن در مسیر متابولیسم چربی مرتبط هستند. NBIA یک بیماری مجزا نیست، بلکه گروهی از بیماری‌های عصبی است که آهن در مغز رسوب کرده و اجسام کروی‌شکل آکسونی در دستگاه عصبی مرکزی به وجود می‌آید. تجمع آهن در هر نقطه‌ای از مغز ممکن است رخ دهد اما در نواحی توده سیاه، جسم مخطط، گوی رنگ‌پریده و هستهٔ دندانه‌دار مخچه شایع‌تر است. علائم این بیماری‌ها شامل ترکیبی از انواع اختلالات حرکتی، مشکلات روانی، تشنج، اختلالات بینایی و افت عملکرد ذهنی است. علت بروز این بیماری‌ها، جهش‌های متعدد در ژن‌هایی است که مستقیماً در متابولیسم آهن شرکت دارند به همراه اختلال در متابولیسم فسفولیپیدها، سِـرامیدها و برخی اختلالات لیزوزومی و همچنین جهش در ژن‌هایی است که هنوز عملکرد آن‌ها مشخص نشده‌است. بیماری در هر سنی می‌تواند آغاز شود: از کودکی تا میانسالی.

## انواع
| نوع                                                  | ژن       | نحوهٔ وراثت                             | نشانه‌های ام‌آرآی | علائم |
| ---------------------------------------------------- | -------- | -------------------------------------- | --------------- | ----- |
| تخریب عصبی مرتبط با پانتوتنات کیناز (PKAN)           | PANK2    | اتوزومال مغلوب                         |                 |       |
| تخریب عصبی مرتبط با PLA2G6 (PLAN)                    | PLA2G6   | اتوزومال مغلوب                         |                 |       |
| تخریب عصبی مرتبط با پروتئین پوسته‌ای میتوکندری (MPAN) | C19orf12 | اتوزومال مغلوب                         |                 |       |
| تخریب عصبی مرتبط با پروتئین بتا-پروپلر (BPAN)        | WDR45    | وابسته به ایکس غالب (اغلب جهش‌های جدید) |                 |       |
| تخریب عصبی مرتبط با هیدروکسیلاز اسید چرب (FAHN)      | FA2H     | اتوزومال مغلوب                         |                 |       |
| سندرم کفر-راکب                                       | ATP13A2  | اتوزومال مغلوب                         |                 |       |
| نوروفریتینوپاتی                                      | FTL      | اتوزومال غالب                          |                 |       |
| آسرولوپلاسمینمی                                      | CP       | اتوزومال مغلوب                         |                 |       |
| سندرم وودهاوس-ساکاتی                                 | DCAF17   | اتوزومال مغلوب                         |                 |       |
| تخریب عصبی مرتبط با پروتئین کوزی (CoPAN)             | COASY    | اتوزومال مغلوب                         |                 |       |
| NBIA7                                                | REPS1    | اتوزومال مغلوب                         |                 |       |
| NBIA8                                                | CRAT     | اتوزومال مغلوب                         |                 |       |

### گونه‌های دیگر
علاوه بر موارد فوق، چندین گونهٔ نادر و ناشناخته از NBIA شناسایی شده‌است که جزئیات آن به‌خوبی معلوم نیست. مشخصهٔ تمامی این‌ها نیز تجمع آهن در مغز و تخریب آن، به‌ویژه در ناحیهٔ عقده‌های قاعده‌ای است.

## تشخیص
بر حسب اینکه فرد چه علامتی دارد، اسکن حامل دوپامین مغز (DaTSCAN)، سونوگرافی فراصوتی داپلر جمجمه، برش‌نگاری با گسیل پوزیترون و گاهی ام‌آرآی از جمله روش‌هایی است که با آن‌ها می‌توان مکان رسوب آهن و انواع مختلف NBIA را تشخیص داد. در این مواقع، بیماری را به دو گروه تقسیم‌بندی می‌کنند: (۱) زودهنگام، پیشرفت سریع (۲) دیررس، پیشرفت آهسته. گروه اول، تظاهر کلاسیک بیماری است و گروه دوم تظاهر نامتداول آن است. تظاهر بیماری همچنین به سن فرد بستگی دارد. مثلاً چه میزان آهن رسوب یافته و توانایی‌های شناختی-ذهنی فرد چقدر است.

## درمان
درمان مؤثری برای این بیماری‌ها هنوز پیدا نشده‌است. در بسیاری از بیماران، تحریک الکتریکی گوی رنگ‌پریده، شدت دیستونی را کاهش می‌دهد، اما جلوی تخریب عصبی را نمی‌گیرد. مابین تظاهرات انواع مختلف این بیماری و همچنین این بیماری با سایر بیماری‌های مغز و اعصاب، هم‌پوشانی و شباهت‌هایی وجود دارد و همین موضوع موجب تشخیص اشتباه می‌شود. درمان‌های موجود علائم را کاهش یا بهبود می‌بخشد، اما جلوی رسوب آهن در مغز را نمی‌گیرند. داروهای عصبی-روانی همچون داروهای دوپامینرژیک، آنتی‌کولینرژیک و تترابنازین جهت درمان علائم استفاده می‌شوند، اما تأثیری بر سرانجام و عاقب بیماری ندارند.